# Krosno Odrzańskie
Krosno Odrzańskie ([ˈkrɔsnɔ ːḍˈʒãj̃sʲcɛ]ⓘ en alemán: Crossen an der Oder) es una localidad polaca situada en la margen oriental del Óder en su confluencia con el Bóbr. Capital del distrito homónimo y forma parte del Voivodato de Lubusz desde 1999, antes de pertenecer al Voivodato de Zielona Góra (1975-1998).

## Historia
La localidad fue mentada por primera vez como Crosno en 1005, cuando el duque Boleslao I de Polonia construyó un fuerte durante el conflicto armado entre el emperador Enrique II del Sacro Imperio Romano Germánico y la confederación eslava occidental veleti. Por su localización estratégica, jugó un importante papel como frontera occidental del Reino de Polonia con el Sacro Imperio Romano Germánico durante los siglos XI a XIII. En 1163 Krosno formó parte del Ducado de Silesia gobernado por Boleslao I el Alto de los Piastas de Silesia en Varsovia. En 1201 recibió su carta puebla de manos de Enrique I el Barbudo, quien edificó un castillo en la localidad, donde falleció en 1238 y donde su viuda, Eduviges de Andechs, se refugió durante la Invasión mongol de Europa de 1241. Cuando el Ducado de Wrocław se dividió finalmente en 1251, la ciudad devino parte del creado Ducado de Głogów bajo Conrado II de Głogów.

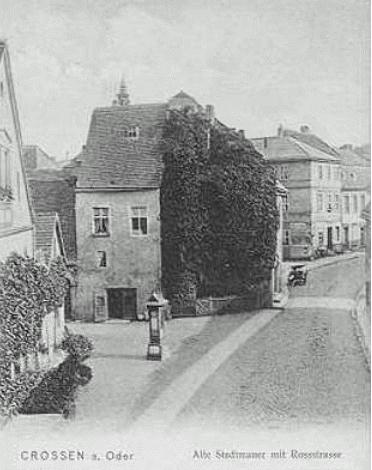
Crossen a. d. Oder, 1900

La ciudad cambió de manos varias veces, una vez sirvió como pago a los soldados de los margraves ascanianos de Brandeburgo. Cuando Enrique XI de Glogovia, el último duque piasta, falleció sin descendencia en 1476, su viuda Bárbara de Hohenzollern, heredera de Alberto III Aquiles, se quedó con el territorio de Krosno. Su influencia se topó con la fiera oposición del primo de Enrique, el duque Juan II de Żagań, quien devastó Krosno pero en 1482 firmó un acuerdo con Alberto para mantener el área de Krosno. Como parte del Ducado de Glogovia estuvo en el Reino de Bohemia hasta que en 1538 el rey Fernando I de Habsburgo renunció a los derechos a Crossen, finalizando así la Nueva Marca del Margraviato de Brandeburgo.
La ciudad pertenecía en 1701 al Reino de Prusia y tras las guerras napoleónicas era parte de la Provincia de Brandeburgo en 1815. En 1945, al final de la Segunda Guerra Mundial, la ciudad fue conquistada por el Ejército soviético. Tras la Conferencia de Potsdam, la ciudad al este de la línea Óder-Neisse pasó a la administración polaca. Los germanófonos fueron expulsados y reemplazados por polacos. Debido a la guerra y la expulsión, la población se redujo de 10.800 en 1939 a 2.000 en 1946.

## Galería

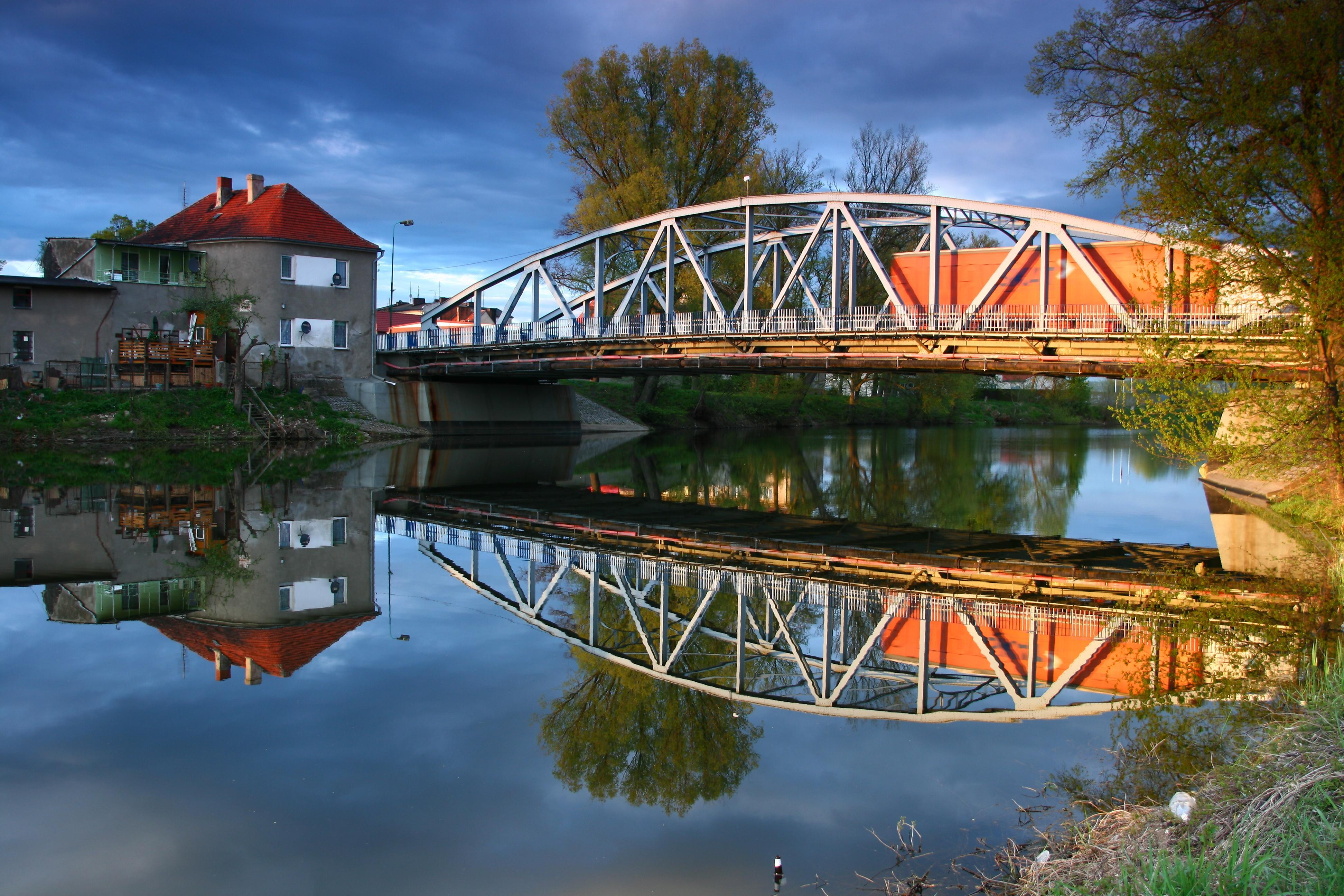
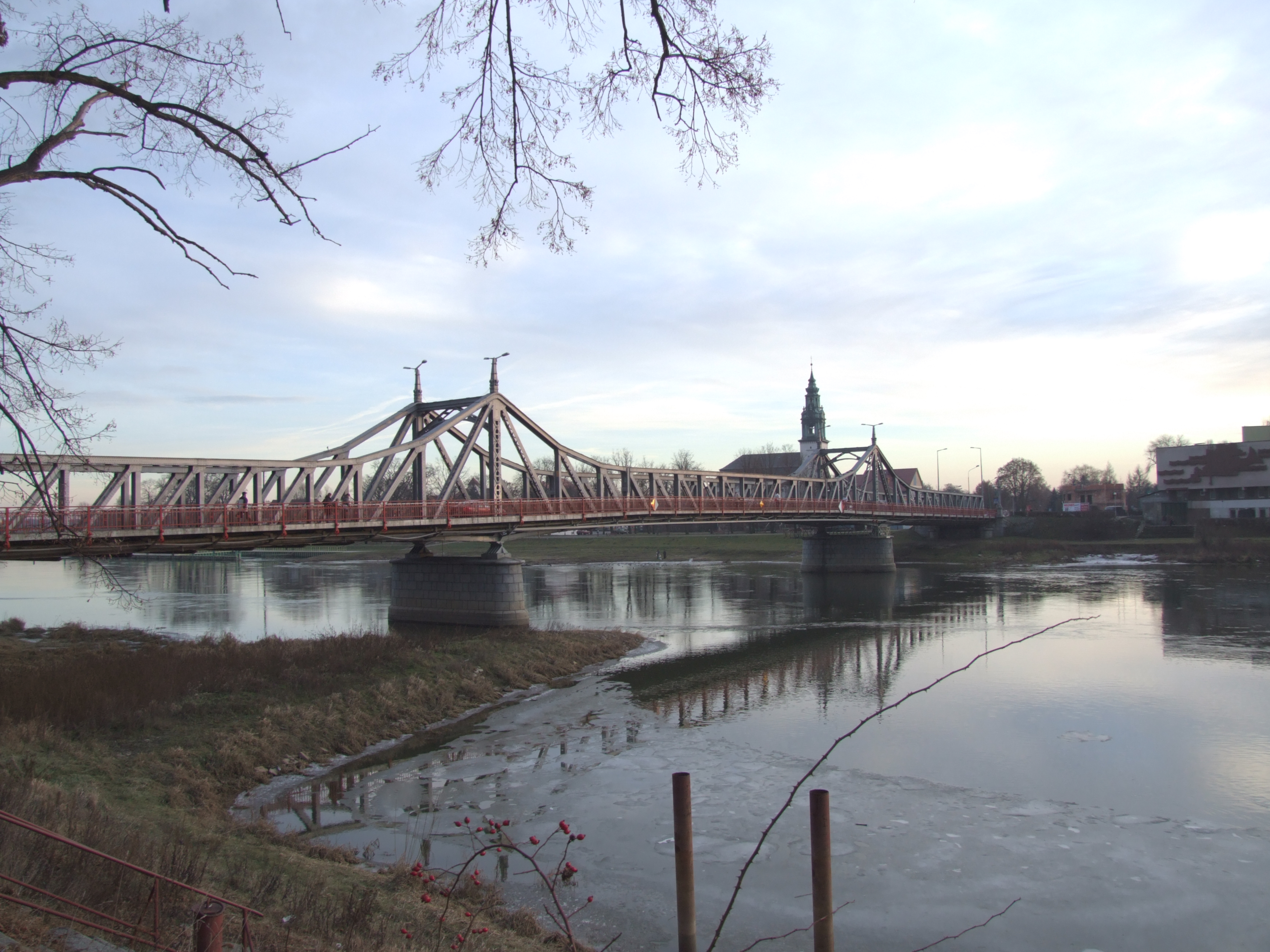
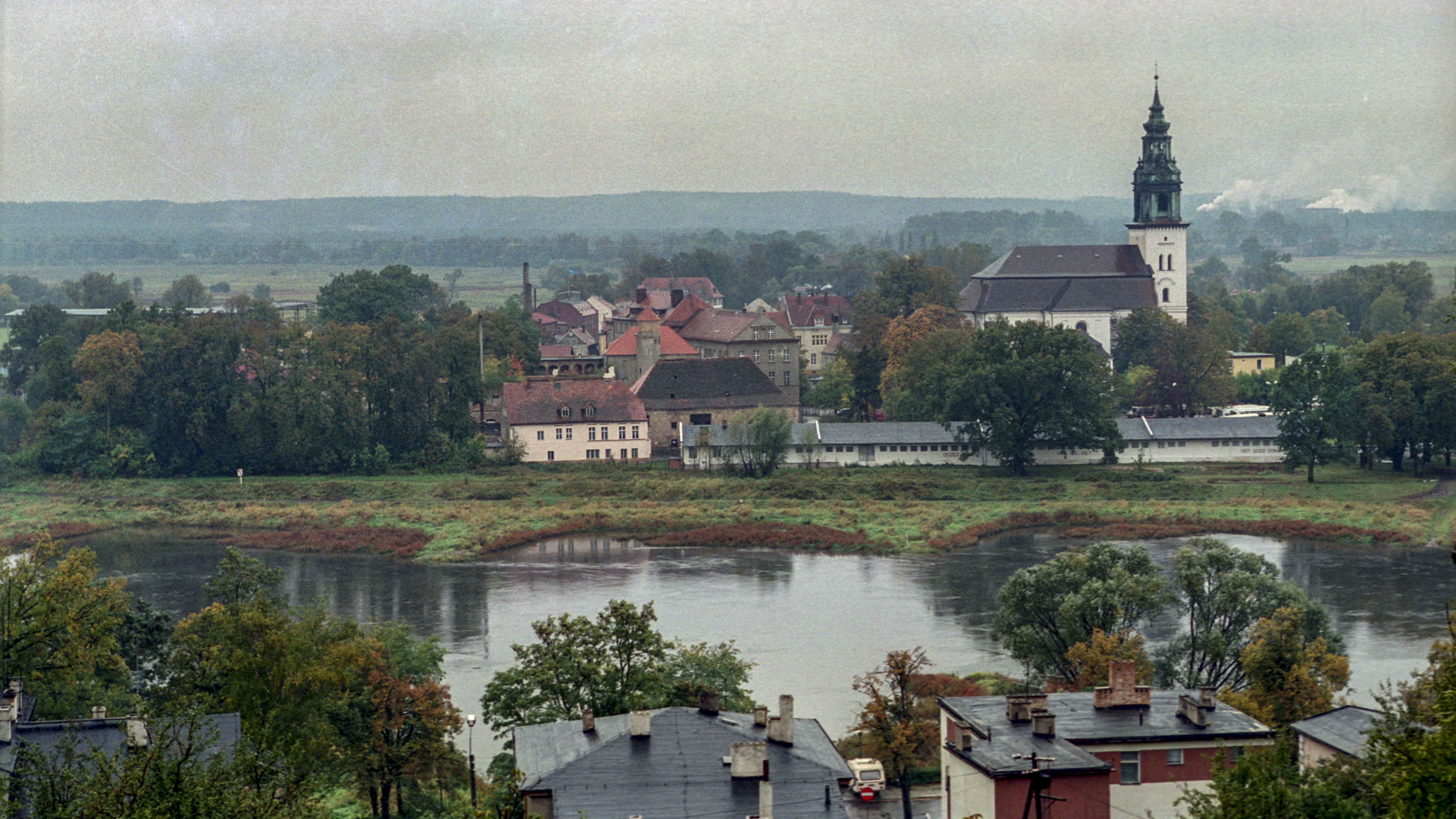

## Demografía
| Gráfica de evolución de Krosno Odrzańskie entre 1719 y 2020 |
|                                                             |

## Personas destacadas
- Georg Wenzeslaus von Knobelsdorff (1699-1753), pintor y arquitecto alemán.
- Eduard Seler (1849-1922), antropólogo alemán.
- Rudolf Pannwitz (1881-1969), autor alemán.
- Alfred Henschke ps. Klabund (1890-1928), autor alemán.
- Siegfried Müller, Kongo-Müller (1920-1983), mercenario alemán.
- Tomasz Kuszczak, portero polaco del Manchester United.
- Aneta Pastuszka, piragüista polaca.